# Francisco Masip
Francisco Masip Llop (* 8. August 1926 in Barcelona; † 25. September 2015 in Santa Coloma de Gramenet) war ein spanischer Radrennfahrer und nationaler Meister im Radsport.

## Sportliche Laufbahn
Masip startete 1946 und 1947 als Unabhängiger. In dieser Klasse gewann er 1947 die nationale Meisterschaft im Straßenrennen. Von 1948 bis 1960 war er als Berufsfahrer aktiv. Seine Radsportkarriere beendete er im Radsportteam Faema. 1953 wurde er spanischer Meister im Straßenrennen der Profis vor Andrés Trobat. Die Meisterschaft im Bergfahren gewann er 1953 vor Bernardo Ruiz, 1947 war er Zweiter, 1949, 1955 und 1956 Dritter.
Das Eintagesrennen Trofeo Jaumendreu entschied er 1948 und 1950 für sich, 1945 war er Dritter des Rennens. Die Trofeo Masferrer gewann er 1950 und 1956, das Rennen Clásica a los Puertos de Guadarrama 1954 und den Gran Premio Catalunya 1956. In Etappenrennen war er 1955 in der Volta a la Comunitat Valenciana Gesamtsieger. In der Baskenland-Rundfahrt gewann er 1953 eine Etappe, in der Andalusien-Rundfahrt und in der Volta a la Comunitat Valenciana 1955.
Zweite Plätze holte er in den Rennen Gran Premio Catalunya 1950, in der Katalonien-Rundfahrt 1951 hinter Primo Volpi, in der Tarragona-Rundfahrt 1954, im Clásica a los Puertos de Guadarrama 1955. Den dritten Platz belegte Masip in der Katalonien-Rundfahrt 1950 und 1956, im Circuit des six provinces 1951 und in der Trofeo Masferrer 1955.
Masip bestritt alle Grand Tours, fünfmal die Tour de France, zweimal den Giro d’Italia und fünfmal die Vuelta a España. Sein bestes Resultat in der Gesamtwertung erreichte er mit dem 18. Rang in der Vuelta a España 1957.

## Grand-Tour-Platzierungen
| Grand Tour            | 1948 | 1949 | 1950 | 1951 | 1952 | 1953 | 1954 | 1955 | 1956 | 1957 | 1958 |
| --------------------- | ---- | ---- | ---- | ---- | ---- | ---- | ---- | ---- | ---- | ---- | ---- |
| Vuelta a EspañaVuelta | DNF  | –    | –    | –    | –    | –    | –    | 31   | 28   | 18   | DNF  |
| Giro d’ItaliaGiro     | –    | –    | –    | –    | DNF  | –    | 39   | –    | –    | –    | –    |
| Tour de FranceTour    | –    | –    | –    | 59   | 30   | 46   | 55   | DNF  | –    | –    | –    |